# 1998-as labdarúgó-világbajnokság-selejtező (CONMEBOL)
Az 1998-as labdarúgó-világbajnokság dél-amerikai selejtezőjén a szövetség kilenc nemzeti válogatottja vett részt, a tizedik Brazília automatikusan kvalifikálta magát a világversenyre, köszönhetően az 1994-es világbajnoki győzelmének. A selejtezőn a kilenc együttes egyetlen csoportot alkotott, az első négy helyezett kvalifikálta magát.
A továbbjutó csapatok: Argentína, Paraguay, Kolumbia és Chile.

## A végeredmény
| #  | Csapat    | J  | Gy | D | V  | RG | KG | GK  | P  |
| -- | --------- | -- | -- | - | -- | -- | -- | --- | -- |
| 1. | Argentína | 16 | 8  | 6 | 2  | 23 | 13 | +10 | 30 |
| 2. | Paraguay  | 16 | 9  | 2 | 5  | 21 | 14 | +7  | 29 |
| 3. | Kolumbia  | 16 | 8  | 4 | 4  | 23 | 15 | +8  | 28 |
| 4. | Chile     | 16 | 7  | 4 | 5  | 32 | 18 | +14 | 25 |
| 5. | Peru      | 16 | 7  | 4 | 5  | 19 | 20 | -1  | 25 |
| 6. | Ecuador   | 16 | 6  | 3 | 7  | 22 | 21 | +1  | 21 |
| 7. | Uruguay   | 16 | 6  | 3 | 7  | 18 | 21 | –3  | 21 |
| 8. | Bolívia   | 16 | 4  | 5 | 7  | 18 | 21 | –3  | 17 |
| 9. | Venezuela | 16 | 0  | 3 | 13 | 8  | 41 | –33 | 3  |

| Argentína |     | 3–1 | 1–1 | 2–1 | 1–1 | 1–1 | 2–0 | 0–0 | 2–0 |
| Bolívia   | 2–1 |     | 1–1 | 2–0 | 2–2 | 0–0 | 0–0 | 1–0 | 6–1 |
| Chile     | 1–2 | 3–0 |     | 4–1 | 4–1 | 2–1 | 4–0 | 1–0 | 6–0 |
| Ecuador   | 2–0 | 1–0 | 1–1 |     | 0–1 | 2–1 | 4–1 | 4–0 | 1–0 |
| Kolumbia  | 0–1 | 3–0 | 4–1 | 1–0 |     | 1–0 | 0–1 | 3–1 | 1–0 |
| Paraguay  | 1–2 | 2–1 | 2–1 | 1–0 | 2–1 |     | 2–1 | 3–1 | 1–0 |
| Peru      | 0–0 | 2–1 | 2–1 | 1–1 | 1–1 | 1–0 |     | 2–1 | 4–1 |
| Uruguay   | 0–0 | 1–0 | 1–0 | 5–3 | 1–1 | 0–2 | 2–0 |     | 3–1 |
| Venezuela | 2–5 | 1–1 | 1–1 | 1–1 | 0–2 | 0–2 | 0–3 | 0–2 |     |

## Mérkőzések

### 1. forduló
| 1996. április 24. |

| Venezuela | 0–2   | Uruguay             |
| --------- | ----- | ------------------- |
|           | (0–0) | Otero 54' Poyet 77' |

| Caracas, Venezuela Nézőszám: 6,839 Játékvezető: Tejada (perui) |

| 1996. április 24. |

| Ecuador                                 | 4–1   | Peru         |
| --------------------------------------- | ----- | ------------ |
| Hurtado 54', 88' Tenorio 65' Gavica 78' | (0–0) | Palacios 62' |

| Guayaquil, Ecuador Nézőszám: 60,000 Játékvezető: Estoceres (uruguayi) |

| 1996. április 24. |

| Kolumbia     | 1–0   | Paraguay |
| ------------ | ----- | -------- |
| Asprilla 53' | (0–0) |          |

| Barranquilla, Kolumbia Nézőszám: 31,600 Játékvezető: Castrilli (argentin) |

| 1996. április 24. |

| Argentína                    | 3–1   | Bolívia        |
| ---------------------------- | ----- | -------------- |
| Ortega 8', 18' Batistuta 49' | (2–1) | Baldivieso 42' |

| Buenos Aires, Argentína Nézőszám: 49,750 Játékvezető: Yanten (chilei) |

### 2. forduló
| 1996. június 2. |

| Ecuador                 | 2–0   | Argentína |
| ----------------------- | ----- | --------- |
| Montaño 51' Hurtado 89' | (0–0) |           |

| Quito, Ecuador Nézőszám: 41,500 Játékvezető: Hoyos (kolumbiai) |

| 1996. június 2. |

| Uruguay | 0–2   | Paraguay           |
| ------- | ----- | ------------------ |
|         | (0–1) | Arce 10' Rojas 88' |

| Montevideo, Uruguay Nézőszám: 44,127 Játékvezető: de Freitas (brazil) |

| 1996. június 2. |

| Peru        | 1–1   | Kolumbia        |
| ----------- | ----- | --------------- |
| Reynoso 47' | (0–0) | Aristizábal 60' |

| Lima, Peru Nézőszám: 43,345 Játékvezető: Rodas (ecuadori) |

| 1996. június 2. |

| Venezuela | 1–1   | Chile      |
| --------- | ----- | ---------- |
| Guerra 8' | (1–0) | Margas 89' |

| Barinas, Venezuela Nézőszám: 8,074 Játékvezető: Gonzalez (paraguayi) |

### 3. forduló
| 1996. július 6. |

| Chile                                                  | 4–1   | Ecuador      |
| ------------------------------------------------------ | ----- | ------------ |
| Zamorano 25', 86' Salas 75' Estay 83' C. Castañeda 77′ | (1–0) | Aguinaga 73' |

| Santiago de Chile, Chile Nézőszám: 74,905 Játékvezető: Peña (bolíviai) |

| 1996. július 7. |

| Kolumbia                                               | 3–1   | Uruguay                   |
| ------------------------------------------------------ | ----- | ------------------------- |
| Asprilla 7' Valderrama 20' de Ávila 78' L. Álvarez 81′ | (2–0) | Cedrés 57' R. Pereira 88′ |

| Barranquilla, Kolumbia Nézőszám: 36,169 Játékvezető: Ruscio (argentin) |

| 1996. július 7. |

| Peru | 0–0   | Argentína    |
| ---- | ----- | ------------ |
|      | (0–0) | A. Balbo 29′ |

| Lima, Peru Nézőszám: 43,675 Játékvezető: Mendonça (brazil) |

| 1996. július 7. |

| Bolívia                                                                    | 6–1   | Venezuela     |
| -------------------------------------------------------------------------- | ----- | ------------- |
| Sandy 4' Etcheverry 41' Baldivieso 61' Coimbra 67' Suarez 78' Paniagua 85' | (2–0) | Tortolero 65' |

| La Paz, Bolívia Nézőszám: 43,822 Játékvezető: da Rosa (uruguayi) |

### 4. forduló
| 1996. szeptember 1. |

| Ecuador     | 1–0   | Venezuela |
| ----------- | ----- | --------- |
| Aguinaga 4' | (1–0) |           |

| Quito, Ecuador Nézőszám: 36,889 Játékvezető: Robles (chilei) |

| 1996. szeptember 1. |

| Bolívia | 0–0   | Peru |
| ------- | ----- | ---- |
|         | (0–0) |      |

| La Paz, Bolívia Nézőszám: 48,304 Játékvezető: Alvarenga (paraguayi) |

| 1996. szeptember 1. |

| Kolumbia                                       | 4–1   | Chile                   |
| ---------------------------------------------- | ----- | ----------------------- |
| Asprilla 3', 31', 47' Bermúdez 43' Mendoza 55′ | (3–0) | Zamorano 56' Sierra 89′ |

| Barranquilla, Kolumbia Nézőszám: 34,000 Játékvezető: dos Santos (brazil) |

| 1996. szeptember 1. |

| Argentína     | 1–1   | Paraguay      |
| ------------- | ----- | ------------- |
| Batistuta 27' | (1–0) | Chilavert 47' |

| Buenos Aires, Argentína Nézőszám: 65,500 Játékvezető: da Silva (brazil) |

### 5. forduló
| 1996. október 8. |

| Uruguay  | 1–0   | Bolívia     |
| -------- | ----- | ----------- |
| Moas 72' | (0–0) | Castilo 79′ |

| Montevideo, Uruguay Nézőszám: 60,000 Játékvezető: Borgosano (venezuelai) |

| 1996. október 9. |

| Ecuador | 0–1   | Kolumbia     |
| ------- | ----- | ------------ |
|         | (0–0) | Asprilla 72' |

| Quito, Ecuador Nézőszám: 45,000 Játékvezető: Elizondo (argentin) |

| 1996. október 9. |

| Venezuela               | 2–5   | Argentína                                                  |
| ----------------------- | ----- | ---------------------------------------------------------- |
| Savarese 7' Dudamel 87' | (1–1) | Ortega 35' Sorín 65' Simeone 77' Morales 86' Albornoz 90+' |

| San Cristóbal, Venezuela Nézőszám: 30,000 Játékvezető: Dluzniewski (uruguayi) |

| 1996. október 9. |

| Paraguay                 | 2–1   | Chile      |
| ------------------------ | ----- | ---------- |
| Gamarra 24' Rivarola 63' | (1–1) | Margas 22' |

| Asunción, Paraguay Nézőszám: 45,000 Játékvezető: Ruiz (kolumbiai) |

### 6. forduló
| 1996. november 10. |

| Bolívia              | 2–2   | Kolumbia             |
| -------------------- | ----- | -------------------- |
| Sandy 15' Moreno 44' | (2–1) | Serna 40' Rincón 54' |

| La Paz, Bolívia Nézőszám: 43,173 Játékvezető: Villamonte (perui) |

| 1996. november 10. |

| Peru                                     | 4–1   | Venezuela |
| ---------------------------------------- | ----- | --------- |
| Reynoso 4' Julinho 21' Palacios 49', 83' | (2–0) | Díaz 78'  |

| La Paz, Peru Nézőszám: 31,036 Játékvezető: Ortubé (bolíviai) |

| 1996. november 10. |

| Paraguay    | 1–0   | Ecuador |
| ----------- | ----- | ------- |
| Benítez 24' | (1–0) |         |

| Asunción, Paraguay Nézőszám: 31,002 Játékvezető: Gimenez (argentin) |

| 1996. november 12. |

| Chile     | 1–0   | Uruguay |
| --------- | ----- | ------- |
| Salas 60' | (0–0) |         |

| Santiago de Chile, Chile Nézőszám: 73,547 Játékvezető: Guevara (ecuadori) |

### 7. forduló
| 1996. december 15. |

| Bolívia | 0–0   | Paraguay |
| ------- | ----- | -------- |
|         | (0–0) |          |

| La Paz, Bolívia Nézőszám: 41,076 Játékvezető: Parra (uruguayi) |

| 1996. december 15. |

| Venezuela | 0–2   | Kolumbia                   |
| --------- | ----- | -------------------------- |
|           | (0–1) | Bermudez 7' Valenciano 50' |

| San Cristóbal, Venezuela Nézőszám: 25,000 Játékvezető: Gamboa (chilei) |

| 1996. december 15. |

| Argentína               | 1–1   | Chile                     |
| ----------------------- | ----- | ------------------------- |
| Batistuta 76' Ayala 60′ | (0–0) | Cornejo 52' Chavarría 31′ |

| Buenos Aires, Argentína Nézőszám: 59,970 Játékvezető: Aquino (paraguayi) |

| 1996. december 15. |

| Uruguay                             | 2–0   | Peru |
| ----------------------------------- | ----- | ---- |
| Montero 2' Bengoechea 38' Otero 80′ | (2–0) |      |

| Montevideo, Uruguay Nézőszám: 42,630 Játékvezető: Paez (kolumbiai) |

### 8. forduló
| 1997. január 12. |

| Venezuela | 0–2   | Paraguay              |
| --------- | ----- | --------------------- |
|           | (0–1) | Benítez 6' Enciso 62' |

| Merida, Venezuela Nézőszám: 7,981 Játékvezető: Sanchez (argentin) |

| 1997. január 12. |

| Bolívia                  | 2–0   | Ecuador      |
| ------------------------ | ----- | ------------ |
| Moreno 7' Etcheverry 12' | (2–0) | Carabalí 73′ |

| La Paz, Bolívia Nézőszám: 39,968 Játékvezető: Ruiz (kolumbiai) |

| 1997. január 12. |

| Peru                     | 2–1   | Chile                    |
| ------------------------ | ----- | ------------------------ |
| Maestri 15' Palacios 34' | (2–0) | Zamorano 88' Cornejo 78′ |

| Lima, Peru Nézőszám: 35,373 Játékvezető: Varela (uruguayi) |

| 1997. január 12. |

| Uruguay | 0–0   | Argentína |
| ------- | ----- | --------- |
|         | (0–0) |           |

| Montevideo, Uruguay Nézőszám: 62,000 Játékvezető: Rezende (brazil) |

### 9. forduló
| 1997. február 12. |

| Ecuador                                       | 4–0   | Uruguay                            |
| --------------------------------------------- | ----- | ---------------------------------- |
| Aguinaga 6' Delgado 68', 76' Kleber Chala 87' | (1–0) | Méndez 77′ Fonseca 87′ Abeijón 90′ |

| Quito, Ecuador Nézőszám: 18,000 Játékvezető: Castrilli (argentin) |

| 1997. február 12. |

| Bolívia   | 1–1   | Chile        |
| --------- | ----- | ------------ |
| Soria 28' | (1–1) | Gonzalez 44' |

| La Paz, Bolívia Nézőszám: 41,908 Játékvezető: Noriega (perui) |

| 1997. február 12. |

| Kolumbia | 0–1   | Argentína             |
| -------- | ----- | --------------------- |
|          | (0–1) | López 10' Berizzo 42′ |

| Barranquilla, Kolumbia Nézőszám: 47,000 Játékvezető: da Silva (brazil) |

| 1997. február 12. |

| Paraguay               | 2–1   | Peru       |
| ---------------------- | ----- | ---------- |
| Rivarola 12' Rojas 40' | (2–1) | Pereda 33' |

| Asunción, Paraguay Nézőszám: 32,000 Játékvezető: Yanten (chilei) |

### 10. forduló
| 1997. április 2. |

| Bolívia                 | 2–1   | Argentína                         |
| ----------------------- | ----- | --------------------------------- |
| Sandy 8' Ochoaizpur 48' | (1–1) | Gorosito 41' Vivas 66′ Zapata 81′ |

| La Paz, Bolívia Nézőszám: 44,372 Játékvezető: Marinho (brazil) |

| 1997. április 2. |

| Peru         | 1–1   | Ecuador                  |
| ------------ | ----- | ------------------------ |
| Palacios 58' | (0–0) | Aguinaga 78' Capurro 85′ |

| Lima, Peru Nézőszám: 42,299 Játékvezető: Rendon (kolumbiai) |

| 1997. április 2. |

| Uruguay                                             | 3–1   | Venezuela     |
| --------------------------------------------------- | ----- | ------------- |
| De Los Santos 29' Montero 46' Otero 59' Montero 76′ | (1–0) | Castellín 55' |

| Montevideo, Uruguay Nézőszám: 37,000 Játékvezető: Ortube (bolíviai) |

| 1997. április 2. |

| Paraguay                          | 2–1   | Kolumbia               |
| --------------------------------- | ----- | ---------------------- |
| Gamarra 6' Soto 82' Chilavert 76′ | (1–0) | Serna 80' Asprilla 76′ |

| Asunción, Paraguay Nézőszám: 37,297 Játékvezető: Mendonça (brazil) |

### 11. forduló
| 1997. április 29. |

| Chile                                  | 6–0   | Venezuela |
| -------------------------------------- | ----- | --------- |
| Zamorano 19' 27' 32' 47' 85' Reyes 66' | (3–0) |           |

| Santiago de Chile, Chile Nézőszám: 42,034 Játékvezető: Alcalá (mexikói) |

| 1997. április 30. |

| Argentína             | 2–1   | Ecuador      |
| --------------------- | ----- | ------------ |
| Ortega 18' Crespo 30' | (2–0) | Aguinaga 73' |

| Buenos Aires, Argentína Nézőszám: 62,300 Játékvezető: Caballero (paraguayi) |

| 1997. április 30. |

| Paraguay                                               | 3–1   | Uruguay                 |
| ------------------------------------------------------ | ----- | ----------------------- |
| Rojas 37' Cardozo 73' Soto 83' (11-esből) Rivarola 89′ | (1–0) | Silva 87' Gutiérrez 17′ |

| Asunción, Paraguay Nézőszám: 34,101 Játékvezető: Da Silva (brazil) |

| 1997. április 30. |

| Kolumbia     | 0–1   | Peru       |
| ------------ | ----- | ---------- |
| Palacios 81′ | (0–0) | Pereda 62' |

| Barranquilla, Kolumbia Nézőszám: 22,172 Játékvezető: de Freitas (brazil) |

### 12. forduló
| 1997. június 8. |

| Ecuador      | 1–1   | Chile     |
| ------------ | ----- | --------- |
| Graziani 43' | (1–0) | Salas 53' |

| Quito, Ecuador Nézőszám: 42,225 Játékvezető: Archundia (mexikói) |

| 1997. június 8. |

| Argentína              | 2–0   | Peru |
| ---------------------- | ----- | ---- |
| Crespo 30' Simeone 46' | (1–0) |      |

| Buenos Aires, Argentína Nézőszám: 56,069 Játékvezető: Cerdeira (brazil) |

| 1997. június 8. |

| Uruguay  | 1–1   | Kolumbia   |
| -------- | ----- | ---------- |
| Silva 6' | (1–0) | Ricard 47' |

| Montevideo, Uruguay Nézőszám: 37,200 Játékvezető: Dacildo (brazil) |

| 1997. június 8. |

| Venezuela    | 1–1   | Bolívia                   |
| ------------ | ----- | ------------------------- |
| Savarese 70' | (0–0) | Castillo 80' Castillo 84′ |

| Valera, Venezuela Nézőszám: 3,352 Játékvezető: de Freitas (brazil) |

### 13. forduló
| 1997. július 5. |

| Chile                                     | 4–1   | Kolumbia   |
| ----------------------------------------- | ----- | ---------- |
| Salas 16' 26' 41' Zamorano 90' (11-esből) | (3–0) | Ricard 52' |

| Santiago de Chile, Chile Nézőszám: 75,617 Játékvezető: Borgozano (venezuelai) |

| 1997. július 6. |

| Paraguay  | 1–2   | Argentína                       |
| --------- | ----- | ------------------------------- |
| Acuña 59' | (0–2) | Gallardo 30' Verón 41' Díaz 86′ |

| Asunción, Paraguay Nézőszám: 30,000 Játékvezető: de Freitas (brazil) |

| 1997. július 6. |

| Peru              | 2–1   | Bolívia                 |
| ----------------- | ----- | ----------------------- |
| Carty 9' Soto 53' | (1–0) | Cristaldo 56' Soria 82′ |

| Lima, Peru Nézőszám: 31,489 Játékvezető: Mendonça (brazil) |

| 1997. július 6. |

| Venezuela   | 1–1   | Ecuador     |
| ----------- | ----- | ----------- |
| Miranda 75' | (0–0) | Hurtado 55' |

| Maracaibo, Venezuela Nézőszám: 4,729 Játékvezető: Angeles (amerikai) |

### 14. forduló
| 1997. július 20. |

| Argentína          | 2–0   | Venezuela |
| ------------------ | ----- | --------- |
| Crespo 31' Paz 58' | (1–0) |           |

| Buenos Aires, Argentína Nézőszám: 48,000 Játékvezető: Mendonça (brazil) |

| 1997. július 20. |

| Bolívia        | 1–0   | Uruguay |
| -------------- | ----- | ------- |
| Etcheverry 75' | (0–0) |         |

| La Paz, Bolívia Nézőszám: 27,874 Játékvezető: Carter (mexikói) |

| 1997. július 20. |

| Kolumbia     | 1–0   | Ecuador |
| ------------ | ----- | ------- |
| De Ávila 83' | (0–0) |         |

| Barranquilla, Kolumbia Nézőszám: 35,000 Játékvezető: de Freitas (brazil) |

| 1997. július 20. |

| Chile                      | 2–1   | Paraguay                  |
| -------------------------- | ----- | ------------------------- |
| Zamorano 9' (11-esből) 51' | (1–0) | Brizuela 61' Brizuela 65′ |

| Santiago de Chile, Chile Nézőszám: 75,143 Játékvezető: Torrealba (venezuelai) |

### 15. forduló
| 1997. augusztus 20. |

| Uruguay               | 1–0   | Chile       |
| --------------------- | ----- | ----------- |
| Otero 20' Montero 78′ | (1–0) | Fuentes 60′ |

| Montevideo, Uruguay Nézőszám: 45,000 Játékvezető: Da Silva (brazil) |

| 1997. augusztus 20. |

| Kolumbia                                | 3–0   | Bolívia    |
| --------------------------------------- | ----- | ---------- |
| De Ávila 1' Valderrama 30' Asprilla 76' | (2–0) | Tufiño 82′ |

| Barranquilla, Kolumbia Nézőszám: 25,912 Játékvezető: Cerdeira (brazil) |

| 1997. augusztus 20. |

| Ecuador                   | 2–1   | Paraguay |
| ------------------------- | ----- | -------- |
| Aguinaga 53' Graziani 72' | (0–1) | Báez 5'  |

| Quito, Ecuador Játékvezető: Sequeira (Costa Rica-i) |

| 1997. augusztus 20. |

| Venezuela | 0–3   | Peru                                |
| --------- | ----- | ----------------------------------- |
|           | (0–1) | Marengo 14' Julinho 54' Maestri 81' |

| Barinas, Venezuela Nézőszám: 10,000 Játékvezető: Prendergast (jamaicai) |

### 16. forduló
| 1997. szeptember 10. |

| Chile     | 1–2   | Argentína              |
| --------- | ----- | ---------------------- |
| Salas 34' | (1–1) | Gallardo 25' López 86' |

| Santiago de Chile, Chile Nézőszám: 73,644 Játékvezető: Dacildo (brazil) |

| 1997. szeptember 10. |

| Peru                   | 2–1   | Uruguay                |
| ---------------------- | ----- | ---------------------- |
| Palacios 57' Carty 60' | (0–1) | Recoba 43' Fonseca 83′ |

| Lima, Peru Nézőszám: 34,721 Játékvezető: Baharmast (amerikai) |

| 1997. szeptember 10. |

| Kolumbia    | 1–0   | Venezuela |
| ----------- | ----- | --------- |
| Cabrera 68' | (0–0) |           |

| Barranquilla, Kolumbia Nézőszám: 35,000 Játékvezető: Pimentel (brazil) |

| 1997. szeptember 10. |

| Paraguay                | 2–1   | Bolívia    |
| ----------------------- | ----- | ---------- |
| Benítez 26' Gamarra 37' | (2–0) | Suárez 58' |

| Asunción, Paraguay Nézőszám: 40,341 Játékvezető: Archundia (mexikói) |

### 17. forduló
| 1997. október 12. |

| Argentína | 0–0   | Uruguay |
| --------- | ----- | ------- |
|           | (0–0) |         |

| Buenos Aires, Argentína Nézőszám: 52,000 Játékvezető: Cerdeira (brazil) |

| 1997. október 12. |

| Chile                       | 4–0   | Peru     |
| --------------------------- | ----- | -------- |
| Salas 13' 82' 88' Reyes 58' | (1–0) | Jayo 63′ |

| Santiago de Chile, Chile Nézőszám: 74,219 Játékvezető: de Freitas (brazil) |

| 1997. október 12. |

| Paraguay   | 1–0   | Venezuela |
| ---------- | ----- | --------- |
| Torres 68' | (0–0) |           |

| Asunción, Paraguay Nézőszám: 35,000 Játékvezető: Baharmast (amerikai) |

| 1997. október 12. |

| Ecuador      | 1–0   | Bolívia |
| ------------ | ----- | ------- |
| Graziani 27' | (1–0) |         |

| Guayaquil, Ecuador Nézőszám: 14,568 Játékvezető: Carter (mexikói) |

### 18. forduló
| 1997. november 16. |

| Argentína   | 1–1   | Kolumbia       |
| ----------- | ----- | -------------- |
| Cáceres 69' | (0–1) | Valderrama 20' |

| Buenos Aires, Argentína Nézőszám: 40,000 Játékvezető: de Freitas (brazil) |

| 1997. november 16. |

| Uruguay                                     | 5–3   | Ecuador             |
| ------------------------------------------- | ----- | ------------------- |
| Saralegui 3' 12' Abreu 48' 52' Aguilera 63' | (2–1) | Graziani 2' 59' 68' |

| Maldonado, Uruguay Nézőszám: 4,000 Játékvezető: Mendoza (mexikói) |

| 1997. november 16. |

| Peru     | 1–0   | Paraguay |
| -------- | ----- | -------- |
| Soto 37' | (1–0) |          |

| Lima, Peru Nézőszám: 30,000 Játékvezető: Dacildo (brazil) |

| 1997. november 16. |

| Chile                             | 3–0   | Bolívia                                   |
| --------------------------------- | ----- | ----------------------------------------- |
| Barrera 23' Salas 40' Carreño 84' | (2–0) | Baldivieso 55′ Ochoaizpur 62′ Sánchez 85′ |

| Santiago de Chile, Chile Nézőszám: 74,777 Játékvezető: Souza (brazil) |